# Charlie Butterfly
Charlie Butterfly er en dansk dramafilm, som er instrueret af Dariusz Steniess med Baard Owe i hovedrollen.
Filmen havde premiere den 3. maj 2002 og har en spilletid på 95 minutter. Der er også lavet en CD med filmens sange og melodier. Komponisten er den berømte jazzmusiker fra Danmark Carsten Dahl.
I filmen er en boksescene mellem Jørgen "Gamle" Hansen og Hans Henrik Palm.